# Saison 4 de Mr Selfridge
Chronologie
Saison 3
Cet article présente les épisodes de la quatrième saison de la série télévisée britannique Mr Selfridge.

## Époque
Cette saison se déroule sur la période s'étendant de juin 1928 à mars 1929.

## Distribution de la saison

### Acteurs principaux
- Jeremy Piven : Harry Gordon Selfridge
- Kika Markham : Lois Selfridge
- Greg Austin : Gordon Selfridge
- Kara Tointon : Rosalie Selfridge
- Hannah Tointon : Violette Selfridge
- Amy Morgan : Grace Calthorpe
- Ron Cook : Arthur Crabb
- Tom Goodman-Hill : Roger Grove
- Amanda Abbington : Josie Mardle
- Trystan Gravelle : Victor Colleano
- Samuel West : Frank Edwards
- Amy Beth Hayes : Kitty Hawkins
- Calum Callaghan : George Towler
- Sacha Parkinson : Connie Hawkins
- Katherine Kelly : Lady Mae Loxley
- Robert Pugh : Lord Wynnstay
- Sacha Dhawan : Jimmy Dillon

### Acteurs récurrents
- Deborah Cornelius : Miss Blenkinsop
- Sasie Shimmin : Miss Plunkett
- Ria Zimotrowicz : Sarah Ellis
- Lottie Tolhurst : Meryl Grove
- Sam Swann : Freddy Lyons
- Mimi Ndiweni : Matilda Brockless
- Malcolm Rennie : Fraser
- Wendy Nottingham : Mildred Crabb
- Mitchell Hunt : Joe Tooby
- Emma Hamilton : Rosie Dolly
- Zoe Richards : Jenny Dolly
- Oliver Dimsdale : M. Keen

### Acteurs invités
- Joey Price : Ernest Grove
- Felicity Grimes : Eleanor Grove
- Ally Goldberg : Alice Grove
- Leila Crerar : Joyce
- Amy Dolan : Prue
- Abigail Eames : Tatiana de Bolotoff
- Vincent Riotta (en) : D'Ancona
- Will Tudor : Frank Whitely
- Michael Maloney : M. Donaghue
- Cynthia Erivo : Alberta Hunter
- Robert Morgan (en) : Oswald Stone

## Épisodes

### Épisode 1:La Reine du temps
- Royaume-Uni : 8 janvier 2016 sur ITV
- France : 
  -  ? sur OCS Max
  -  ? sur Chérie 25
- Québec : ? sur Radio-Canada

- Royaume-Uni : 4,09 millions de téléspectateurs

### Épisode 2:Les Sœurs Dolly
- Royaume-Uni : 15 janvier 2016 sur ITV
- France : 
  -  ? sur OCS Max
  -  ? sur Chérie 25
- Québec : ? sur Radio-Canada

- Royaume-Uni : 3,77 millions de téléspectateurs

### Épisode 3:Selfridge's et la bourse
- Royaume-Uni : 22 janvier 2016 sur ITV
- France : 
  -  ? sur OCS Max
  -  ? sur Chérie 25
- Québec : ? sur Radio-Canada

- Royaume-Uni : 3,62 millions de téléspectateurs

### Épisode 4:Chambres avec vue
- Royaume-Uni : 29 janvier 2016 sur ITV
- France : 
  -  ? sur OCS Max
  -  ? sur Chérie 25
- Québec : ? sur Radio-Canada

- Royaume-Uni : 3,64 millions de téléspectateurs

### Épisode 5:La Goutte d'eau
- Royaume-Uni : 5 février 2016 sur ITV
- France : 
  -  ? sur OCS Max
  -  ? sur Chérie 25
- Québec : ? sur Radio-Canada

- Royaume-Uni : 3,37 millions de téléspectateurs

### Épisode 6:Mari et Femme
- Royaume-Uni : 12 février 2016 sur ITV
- France : 
  -  ? sur OCS Max
  -  ? sur Chérie 25
- Québec : ? sur Radio-Canada

- Royaume-Uni : 3,14 millions de téléspectateurs

### Épisode 7:Cocktail de départ
- Royaume-Uni : 19 février 2016 sur ITV
- France : 
  -  ? sur OCS Max
  -  ? sur Chérie 25
- Québec : ? sur Radio-Canada

- Royaume-Uni : 3,33 millions de téléspectateurs

### Épisode 8:La Fin d'un combat
- Royaume-Uni : 26 février 2016 sur ITV
- France : 
  -  ? sur OCS Max
  -  ? sur Chérie 25
- Québec : ? sur Radio-Canada

- Royaume-Uni : 3,18 millions de téléspectateurs

### Épisode 9:Le Deuil
- Royaume-Uni : 4 mars 2016 sur ITV
- France : 
  -  ? sur OCS Max
  -  ? sur Chérie 25
- Québec : ? sur Radio-Canada

- Royaume-Uni : 3,28 millions de téléspectateurs

### Épisode 10:La Fin d'un époque
- Royaume-Uni : 11 mars 2016 sur ITV
- France : 
  -  ? sur OCS Max
  -  ? sur Chérie 25
- Québec : ? sur Radio-Canada

- Royaume-Uni : 3,51 millions de téléspectateurs